# Miguel A. Núñez Jr.
Miguel A. Núñez Jr. (født 11. august 1964 i New York City, New York, USA) er en amerikansk skuespiller. Bl.a. kendt for hans roller i tv-serien Joey og filmen Scooby-Doo.